# 1159 هـ
1159 هـ هي سنة في التقويم الهجري امتدت مقابلةً في التقويم الميلادي بين سنتي 1746 و1747.

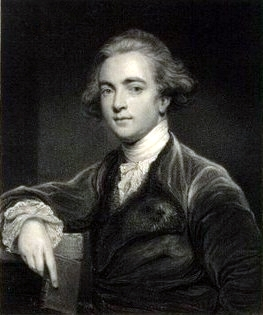
وليم جونز (مستشرق)

## مواليد
- عبد العزيز الدهلوي
- محمد الرهوني
- محمد العربي الدرقاوي
- وليم جونز (مستشرق)

## وفيات
- خناتة بنت بكار، عالمة وفقيهة وأديبة مغربية.